# Hranovnica
Hranovnica (in ungherese Szepesvéghely, in tedesco Gränitz) è un comune della Slovacchia facente parte del distretto di Poprad, nella regione di Prešov.
Il villaggio fu menzionato per la prima volta nel 1294.